# Castello di Harlech
Il castello di Harlech (in inglese: Harlech Castle; in gallese: Castell Harlech) è un castello fortificato della cittadina di Harlech, nella contea gallese del Gwynedd (Galles nord-occidentale), costruito tra il 1283 e il 1290 su progetto di Giacomo del Balzo e per volere di Edoardo I d'Inghilterra.
È la più meridionale delle fortezze che fanno parte del cosiddetto "Anello di Ferro" (le altre sono il castello di Beaumaris, il castello di Caernarfon e il castello di Conwy), edifici inseriti dall'UNESCO nel patrimonio dell'umanità (dal 1986).
È soprannominato il "castello delle cause perse", in quanto è stato espugnato diverse volte nel corso della storia, e "Mighty Harlech". L'edificio è ora gestito dal Cadw.

## Ubicazione
Il castello si trova nella Harlech Square, in cima ad uno sperone roccioso dell'altezza di circa 60 m

## Caratteristiche
L'edificio è costruito in arenaria grigia. Si tratta di un castello concentrico.
|  |

## Storia
L'ordine di costruire il castello fu dato da Edoardo I d'Inghilterra nell'aprile del 1283, subito dopo la sua vittoriosa seconda campagna contro i Gallesi e i lavori iniziarono il mese successivo. Il progetto fu affidato all'architetto Giacomo del Balzo. Nel 1286 furono impiegati nella costruzione circa 950 uomini.
Nel 1404 il castello fu assediato e conquistato da Owain Glyndŵr. Nel 1461 nel corso della Guerra delle due rose, fu l'ultima fortezza dei Lancaster a cadere in mano nemica. Durante la Guerra civile inglese (1642-1648), fu l'ultima fortezza dei monarchici a cadere (correva l'anno 1647).

## Il castello nella cultura di massa
- Il castello è citato nel poema epico gallese Mabinogion[1][6], dove è messo in relazione con Brânwen, l'eroina tragica, figlia di Llyr[1]
- Il castello è citato nella canzone popolare Men of Harlech, che si rifà ad un episodio avvenuto durante la Guerra delle due rose.[1][11] Il brano è considerato in Galles alla stregua di un inno nazionale "non ufficiale".[11]

## Galleria d'immagini

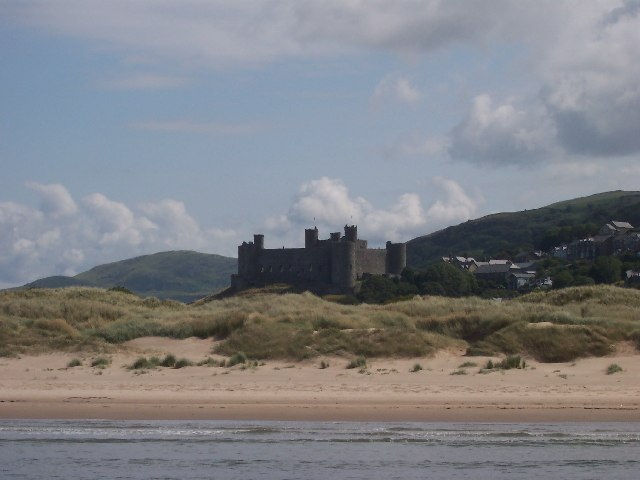
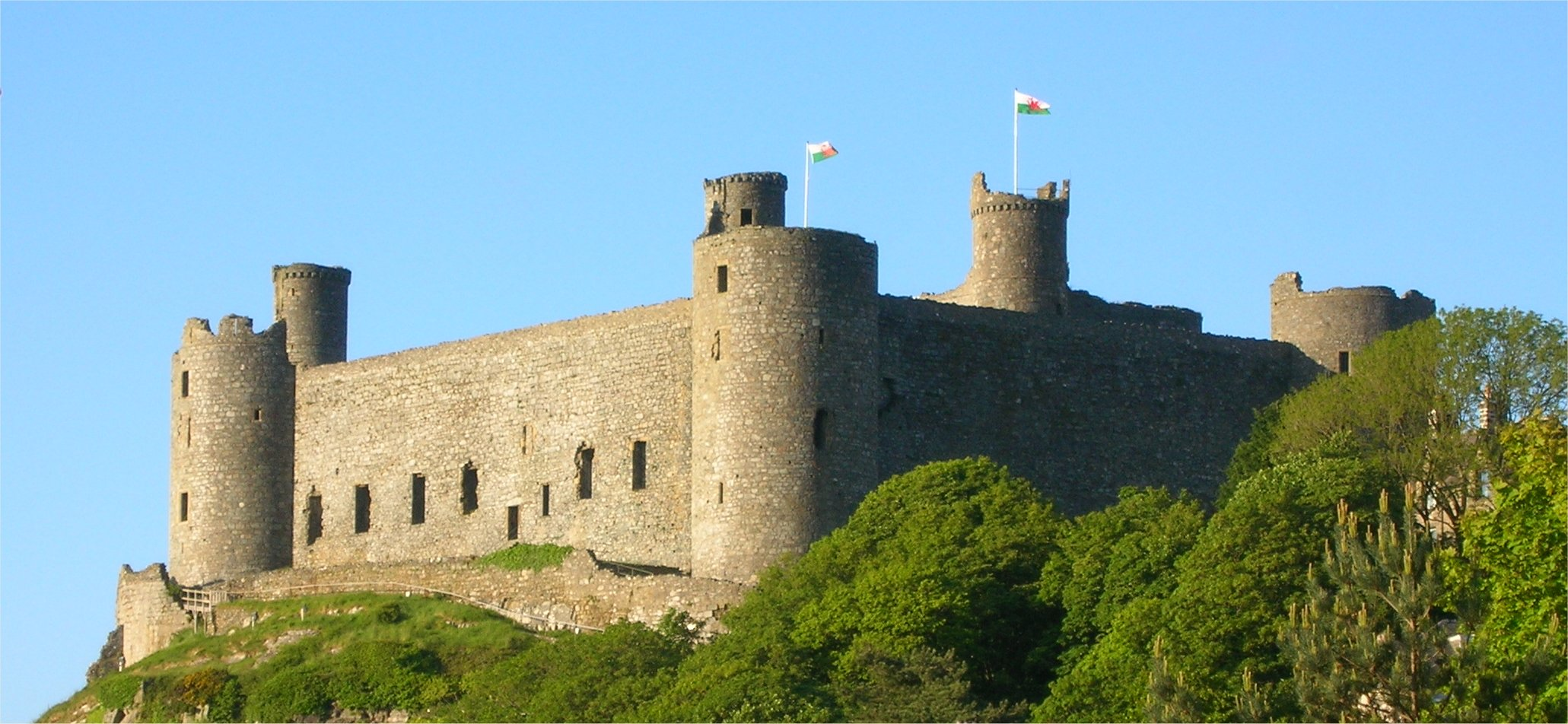
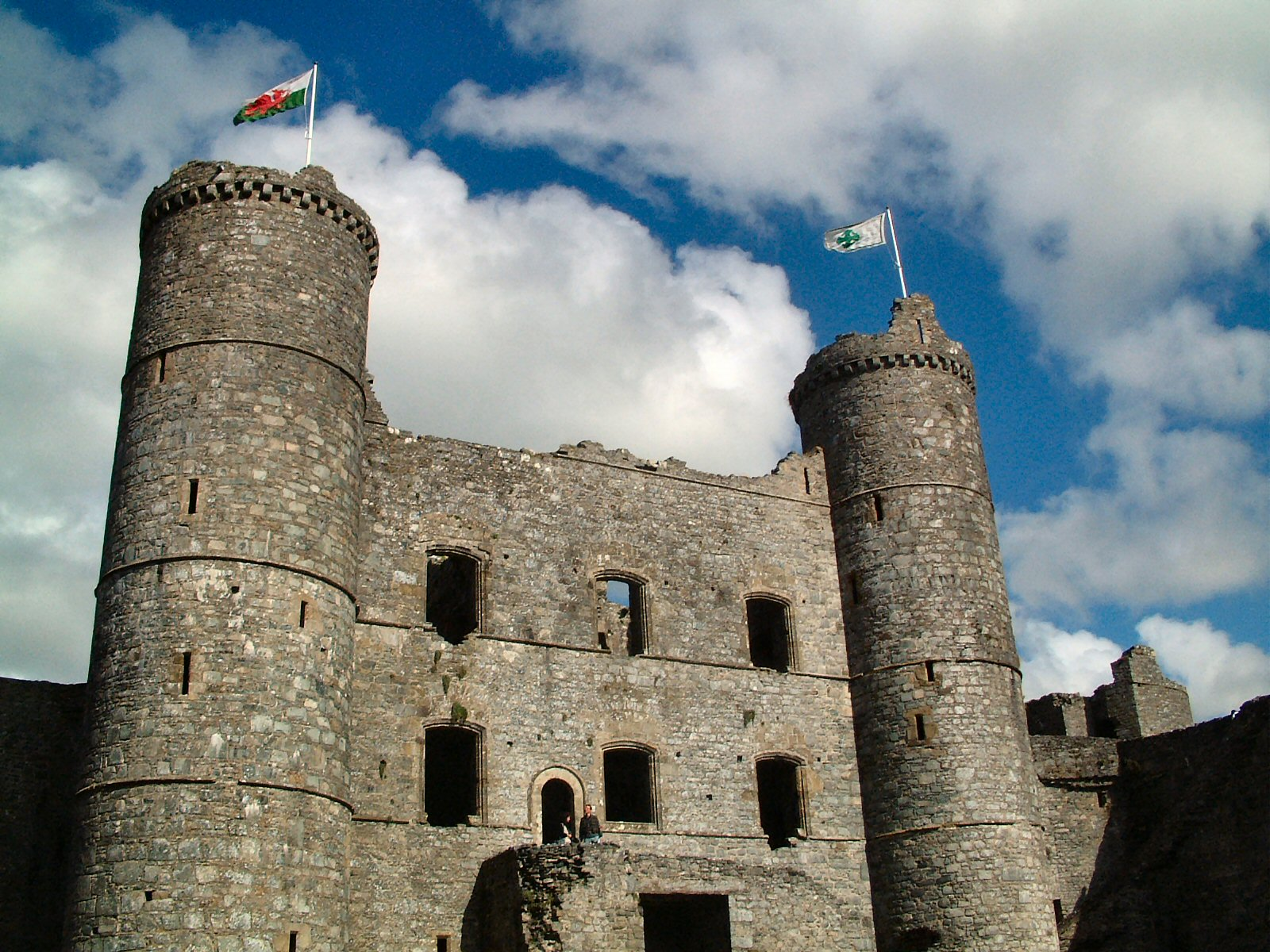
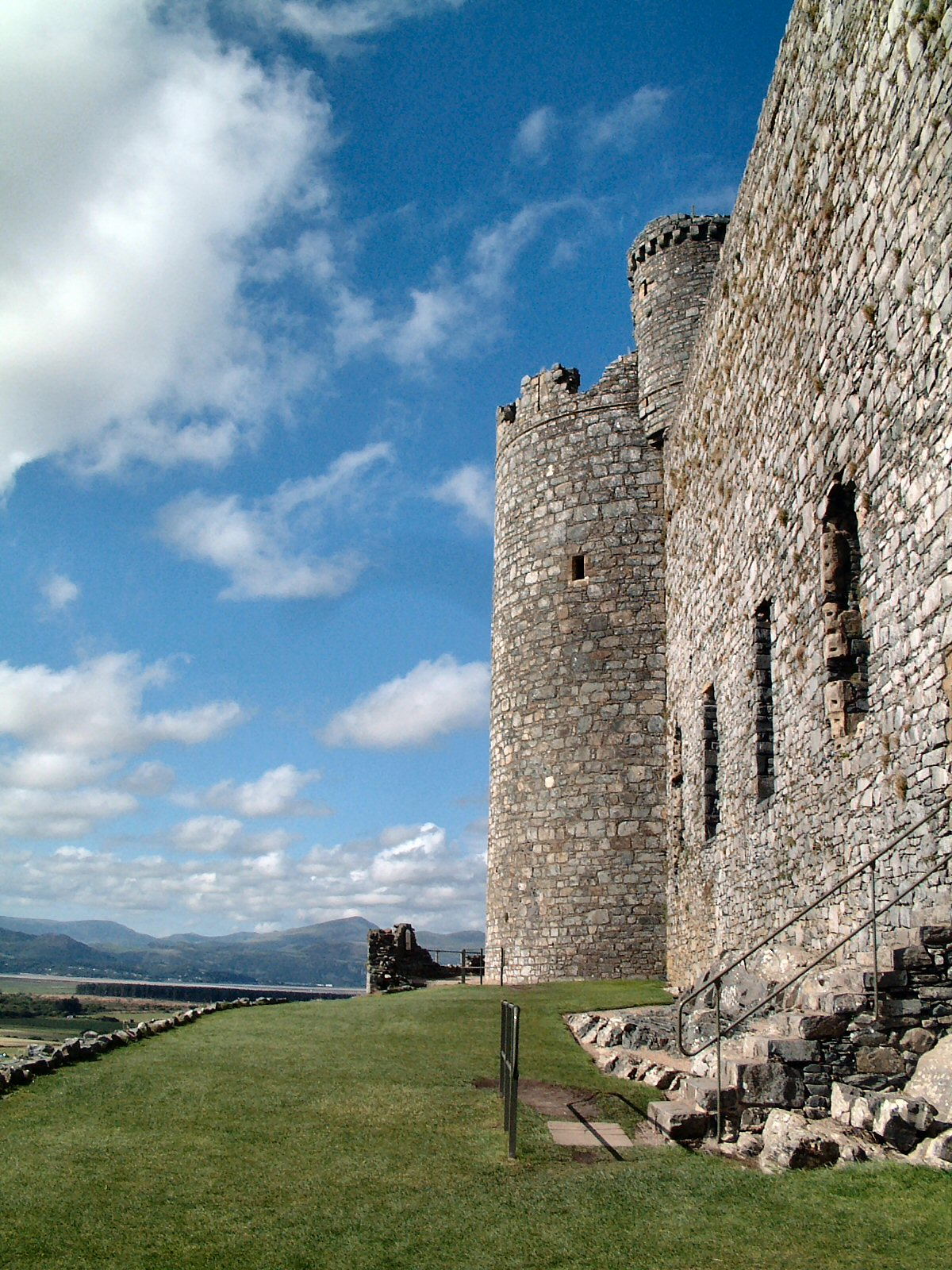
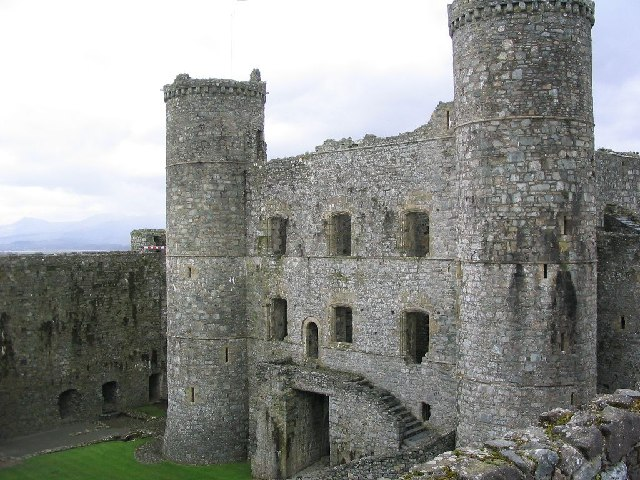
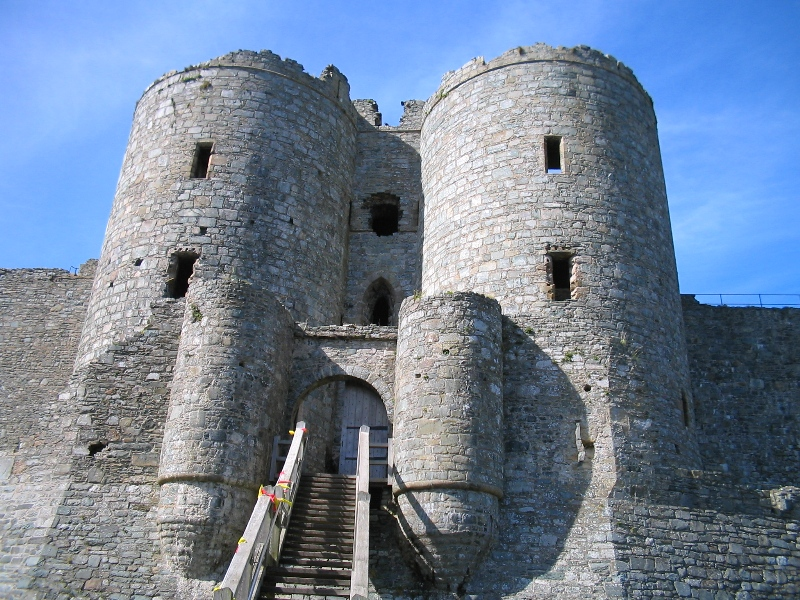